# George M. Dallas
George Mifflin Dallas (10. července 1792, Filadelfie, Pensylvánie – 31. prosince 1864, Filadelfie, Pensylvánie) byl americký politik a státník.
V roce 1810 dokončil Princetonskou univerzitu. V letech 1831 až 1833 byl senátorem za Demokratickou stranu. Byl generálním prokurátorem USA (1833–1835) a velvyslancem v Rusku (1837–1839). Ve vládě Jamese K. Polka sloužil jako 10. viceprezidenta USA (1845–1849) a vyslanec v Británii (1856–1861). I když byl protekcionalista, jeho hlas v Senátu rozhodl o přijetí Walkerova celního sazebníku. Je po něm pojmenováno město Dallas.